# Parque nacional de los Montes Mahale
El Parque nacional de los Montes Mahale (en suajili: Milima ya Mahale) se encuentra a orillas del lago Tanganica en la parte occidental del país africano de Tanzania. Lleva el nombre de la cordillera de los montes Mahale que se encuentran dentro de sus fronteras, el parque cuenta con varias características inusuales. En primer lugar, es una de las dos áreas protegidas de chimpancés en el país. (El otro está cerca del parque nacional Gombe Stream y se hizo famoso por la investigadora Jane Goodall.) Otra característica inusual del parque es que es uno de los pocos en África que debe ser explorado a pie. No hay carreteras u otras infraestructuras dentro de los límites del parque, y la única manera de entrar y salir del parque es a través de barco en el lago.